# Hemtjärnet (Södra Finnskoga socken, Värmland)
Hemtjärnet är en sjö i Torsby kommun i Värmland och ingår i Göta älvs huvudavrinningsområde.